# Monte Alto
Monte Alto es un barrio de La Coruña emplazado en el sector peninsular de esta ciudad, inmediato al centro de la misma y a la Torre de Hércules. La delimitación del barrio, sin ser precisa, tiende a ocupar la mayor parte de la península sobre la que se emplaza parte de La Coruña. Se podría delimitar el barrio como todo lo que hay dentro del círculo formado por la fuente de los surfistas, la calle Curros Enríquez, el Campo de Marte, Calle Miguel Servet, Calle Orillamar, Avenida de Navarra, Ronda de Monte Alto, y Calle Matadero. En origen, el topónimo Monte Alto se refería a un pequeño promontorio ubicado frente a la Torre de Hércules. De acuerdo con el estudio "A Cidade dos Barrios", la población de Monte Alto, más algunos barrios adyacentes, es de unos 29 500 habitantes estimados, asentándose en él más de 1 de cada 10 habitantes del municipio coruñés.

## Etimología
El topónimo hace referencia a un único promontorio que tradicionalmente había destacado en frente a la Torre de Hércules, en la península de la ciudad y sobre la ensenada de Orzán, de unos 60 metros de elevación, hoy en día se encuentra rodeado de urbanización, si bien la cota más alta es aún un descampado en el que se erige un característico depósito de aguas.
En origen, Monte Alto hacía referencia únicamente a algunos asentamientos rurales próximos al promontorio. La expansión del topónimo para referirse a un sector mayor de la ciudad tendría lugar a partir de la urbanización de la mayor parte de la península.

## Origen e historia
El emplazamiento de la ciudad herculina es conocido por la particularidad de asentarse sobre un istmo y una península, así como sobre parte del continente. La ciudad de La Coruña se había originado en el sector sur de la península, próximo al istmo. Ese primer asentamiento se desarrolló y, a nivel que la ciudad crecía a base de su importante actividad, primero portuaria y más tarde también industrial y comercial, se fue expandiendo por el istmo y el entorno inmediato al casco antiguo, entre otros motivos por ser estas las zonas de mayor abrigo y con mejor orientación hacia el sur. El resto de la península era una zona donde apenas había población, a excepción de algunos asentamientos rurales en caminos que conducían hacia el faro romano de la Torre de Hércules. Estas eran tierras mucho más expuestas a las inclemencias meteorológicas, lo cual retrasó la expansión urbana por las mismas.
En torno al siglo XVII, se habían empezado a desarrollar asentamientos inmediatos a la ciudad vieja que seguían el trazado de los caminos que llevaban a la Torre, y pronto se fueron estableciendo en toda esta área factorías e instalaciones militares, así como viviendas en un contexto de periferia urbana que mantenían un claro carácter rural. A mediados del siglo XIX, el derribo de las murallas del Casco Histórico favoreció la expansión urbana por la hoy conocida como Rúa da Torre, histórico camino hacia la Torre.

### sigloXX
En los inicios del siglo XX, una amalgama de instalaciones militares, factorías, viviendas rurales y bloques de viviendas ocupaba todo el sector conocido hoy como Zalaeta, Atochas y Rúa da Torre. Además, en este barrio se había construido la Prisión Provincial. Aparecen intervenciones urbanas de cierta importancia como la urbanización del Campo de Artillería o la del Campo de Marte. El crecimiento de la ciudad por esta zona, antes evitada, habría sido incentivado por los diferentes retrasos que sufrió la creación del Ensanche de La Coruña a finales del siglo XIX y al mismo tiempo no existir alternativa de suelo urbanístico próximo al centro de la ciudad.
En la década de los 1950 y muy especialmente a partir de la Ley del Suelo de 1956, Monte Alto comenzó a vivir una expansión urbanística muy acusada, favorecida por los bajos valores del suelo y la llegada masiva y constante de nuevos habitantes procedentes de áreas rurales gallegas. Esto era debido a que la ciudad se había constituido como Polo de Desarrollo industrial y la demanda de mano de obra era muy grande. Esta situación se mantuvo hasta bien entrados los años 1980, siendo éstas décadas de gran crecimiento demográfico a base de calidades constructivas básicas (viviendas económicas) y de una gran presencia de vivienda de protección oficial. De esta forma, Monte Alto se consolidó como un barrio obrero y popular, constituido por una clase trabajadora y en su mayoría proveniente de áreas rurales. A finales de los 1980, Monte Alto fue, junto con otros barrios humildes de la ciudad, fuertemente azotado por todo tipo de conflictos relacionados con la drogodependencia, causando una gran degradación y malestar social. En este sentido, el sector más degradado era el conocido como "Barrio Chino", o Papagayo, conocido por el tráfico de drogas y la prostitución.

### Los años 90

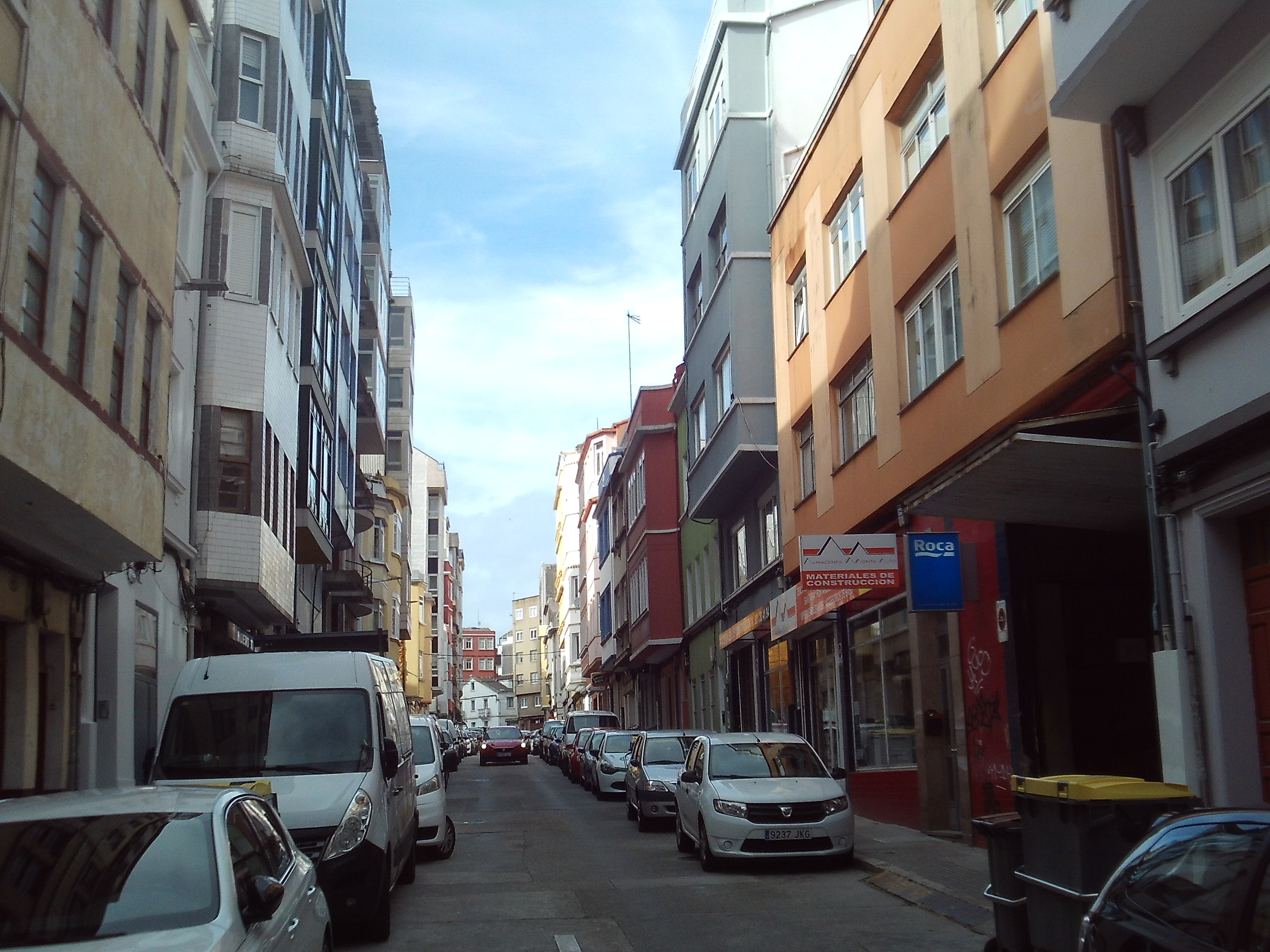
Típica calle de Monte Alto.

Desde el inicio de la década de los años 90, empezaron importantes cambios en el barrio. Por una parte, los problemas relacionados con el fenómeno de la droga comenzaban a diluirse y, por otra parte, se empezaron a llevar a cabo diferentes intervenciones urbanas que tendrían una fuerte repercusión en Monte Alto. Por iniciativa del alcalde Francisco Vázquez Vázquez, se inició en los primeros años de esta década la construcción de un ambicioso Paseo Marítimo que rodearía toda la ciudad con más de 8 km de longitud, más de 90.000 m² de pavimento peatonal y más de 16.000 m² de carril bici, más de 5.000 balautradas, 500 bancos 564 farolas con diseños individuales. Por su emplazamiento, el humilde barrio de Monte Alto, antes ubicado en una zona sin interés, se vería de repente rodeado por este imponente paseo que abriría el barrio al resto de la ciudad, si bien su ejecución fue muy contestada debido a su impacto ambiental, sus elevados costes y sus dimensiones desproporcionadas. Paralelo a este hecho, el monumento de la Torre de Hércules, ubicada en el entorno del barrio, empezó a ser más valorado, a medida que su entorno costero se convirtió en un parque urbano de enormes dimensiones al que se podía acceder a través del nuevo paseo. Por otra parte, la Prisión Provincial dejó de funcionar progresivamente como tal, y en el interior del barrio se habían humanizado algunas calles y habían empezado aparecer viviendas destinadas a clases con mayor poder adquisitivo que las que históricamente habían vivido en el barrio. El Barrio Chino fue demolido y en su lugar se erigió un complejo residencial y comercial con viviendas de alto stánding. Otras intervenciones de gran importancia en este momento fueron la construcción del museo Domus o Casa del Hombre, emblemático edificio diseñado por el arquitecto japonés Arata Isozaki, así como la construcción en el entorno de As Lagoas del acuario de la ciudad, el Aquarium Finisterrae.

### Desde los años 2000 y hasta la actualidad
Las importantes intervenciones de los años 90 habrían causado el inicio de un cambio definitivo en el barrio de Monte Alto. Desde este momento se empezó a asumir como una zona de mayor valor, ya que además de encontrarse al lado de grandes parques, de las playas, en frente al mar y rodeada por el Paseo Marítimo, se encontraba en el centro de la ciudad, no estando ningún punto significativamente lejos del centro tradicional de La Coruña (el Obelisco). 

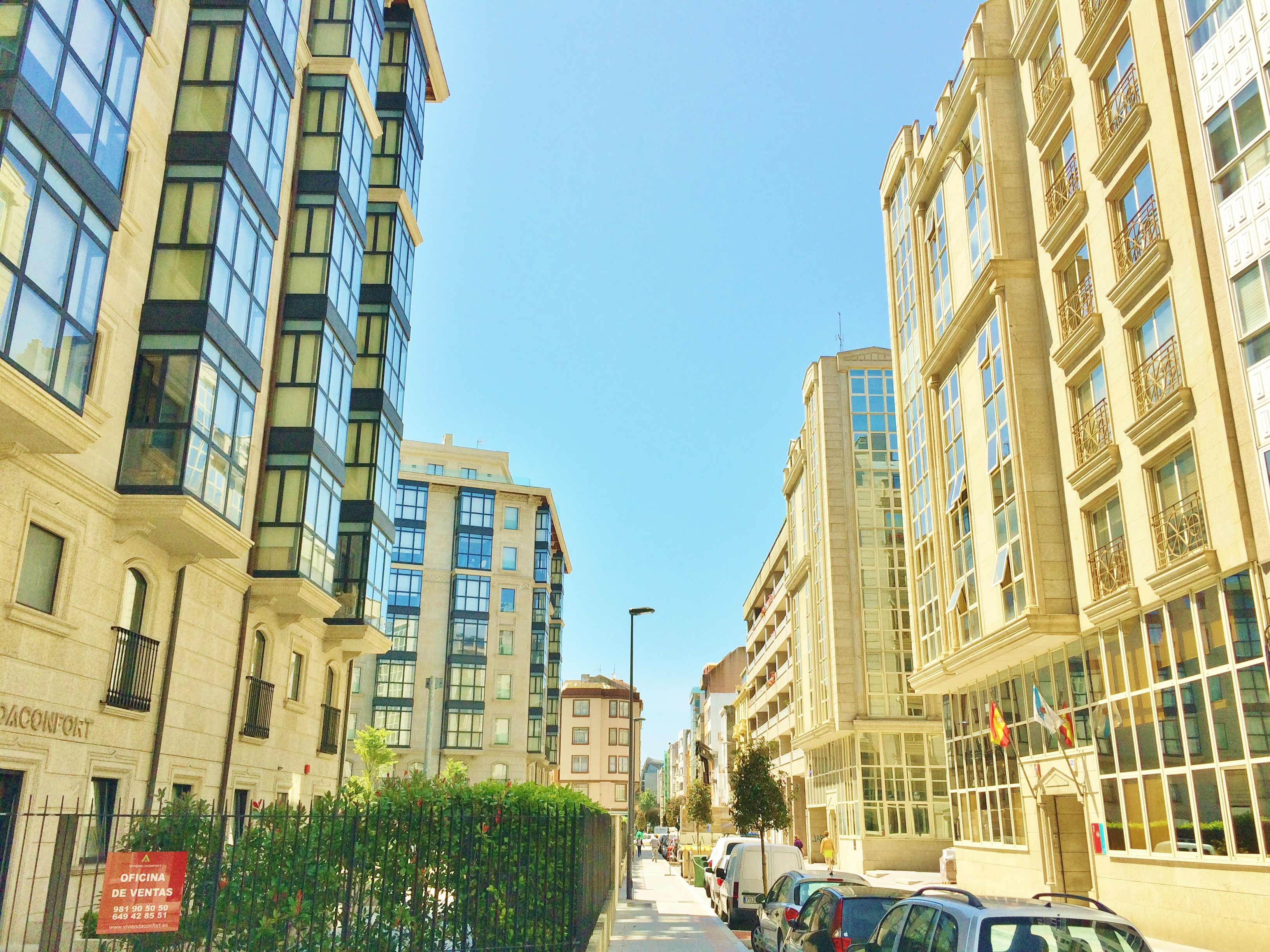
La Rúa Adelaida Muro en la actualidad

Esta situación dio lugar a una importante transformación desde finales de los 90 y que continúa a día de hoy, habiendo tenido especial impacto urbanístico en la primera década de los 2000, y que consistió en la aparición de nuevas viviendas de mayores calidades urbanísticas y para una clase media-alta, apareciendo incluso grandes complejos de viviendas de lujo destinadas a las clases más altas de la ciudad. En este sentido, la población tradicional del barrio vivió la llegada de nuevos habitantes, aquejada por los precios privativos que impedían a las nuevas generaciones acceder a una vivienda en el barrio, ya que los pisos más antiguos habían elevado su valor de venta y alquiler. Un hecho polémico fue el ocurrido con el antiguo asilo de ancianos de Adelaida Muro, hogar de caridad regentado por religiosas, que posuía la mayor superficie acristalada de galerías de la ciudad, y había sido construido gracias a la filántropa del mismo nombre. A finales de los 90, este edificio de propiedad pública se encontraba en estado ruinoso, momento en el cual el entonces alcalde Francisco Vázquez Vázquez decidió vender, en medio de una enorme polémica y protesta ciudadana, el solar a la conocida constructora Vivienda Confort, quien acabó por erigir en el mismo una colosal promoción de más de 200 viviendas de alto stánding con precios verdaderamente privativos que en algún caso ultrpasaban el millón de euros.
Paralelo a esta transformación, se configuraba como una de las zonas percibidas como de mayor calidad de vida y atractivo en la ciudad.

## Cultura y sociedad

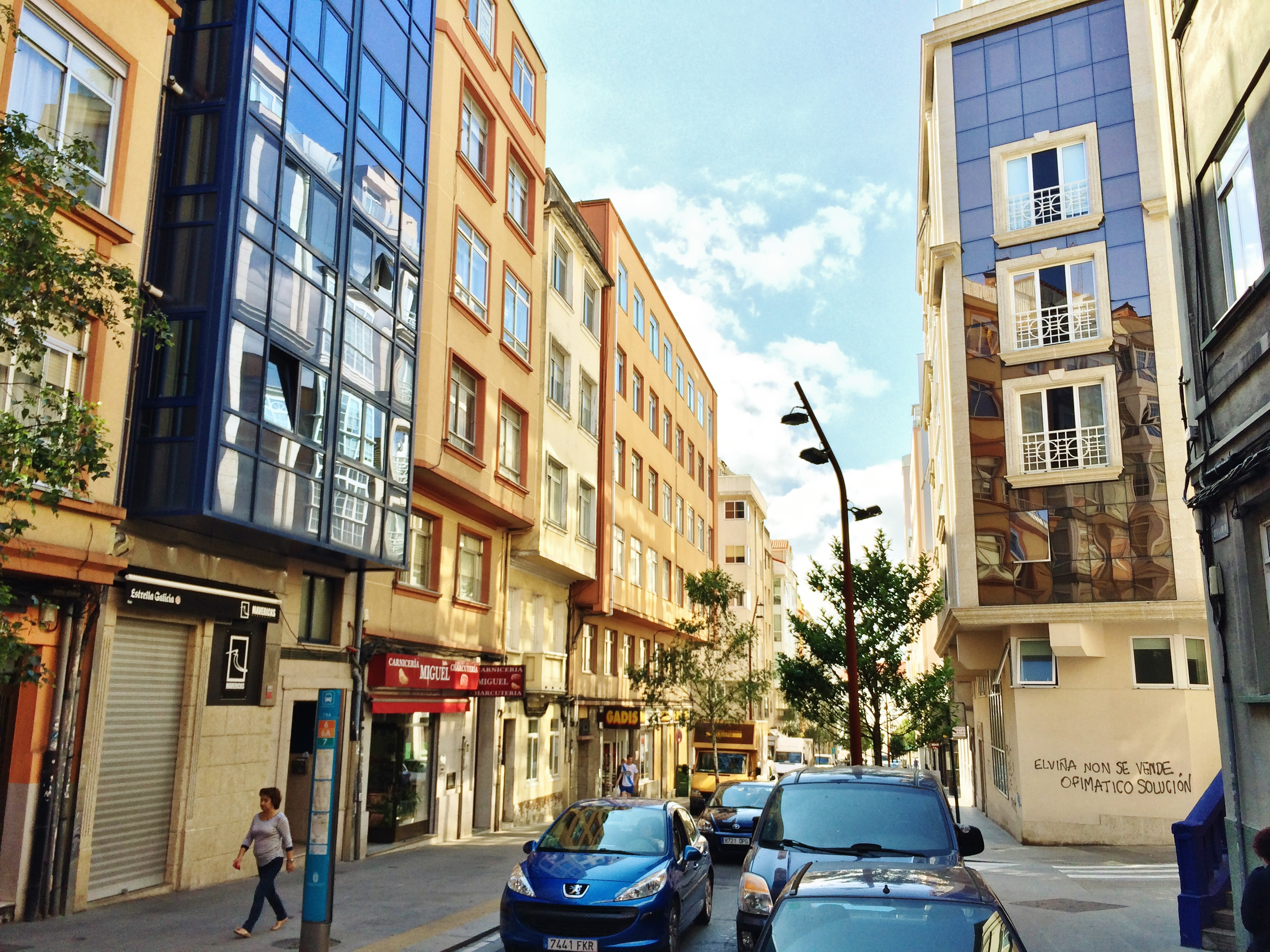
Rúa Beiramar, de las más antiguas del barrio

Tradicionalmente, Monte Alto ha sido un barrio caracterizado por una intensa actividad sociocultural. Acoge la sede de numerosas agrupaciones musicales y culturales, y es cuna de importantes figuras de la cultura gallega, como el escritor Manuel Rivas o la banda musical Os Diplomáticos de Monte-Alto. En la novela y película de Manuel Rivas, El lápiz del carpintero, aparecen diferentes escenarios del barrio, como la antigua Prisión Provincial o el área de fusilamiento de O Campo da Rata (hoy en día Campo dos Menhires).

## Deporte
El barrio cuenta con clubes de fútbol como el Torre SD, el Sporting Coruñés, el Orillamar SD o el CD Marte.

## Lugares de interés

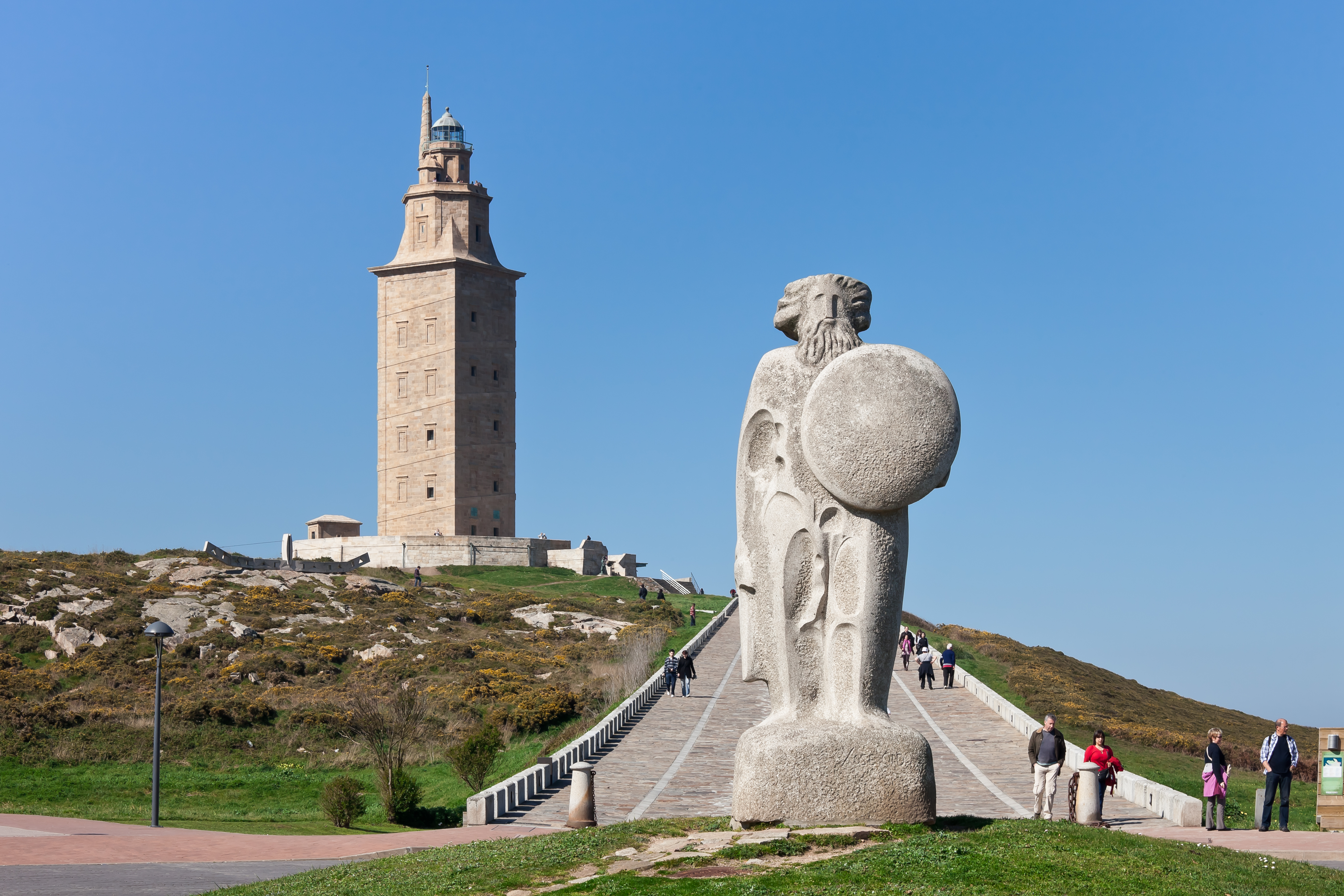
Torre de Hércules

Cerca del barrio de Monte Alto se concentran diversos atractivos turísticos y emblemáticos edificios y monumentos, entre los que destacan:
- La Torre de Hércules: El faro romano en funcionamiento más antiguo del mundo, de más de 2 milenios de antigüedad y 57 metros de alto, se emplaza en la costa de este barrio y es Patrimonio de la Humanidad desde 2009. Entre la Torre, el barrio y la costa se emplaza una gran zona verde que acoge un singular parque escultórico al borde del Atlántico.[8] Destacan esculturas como 'Caronte' (1988-1992) de Ramón Conde, 'As Portas de Hércules' (1992), de Francisco leiro, 'Ártabros' (1994) de Arturo Andrade, 'Breogán' (1995) de José Cid, 'Hidra de Lerna' (1998) de Fidel Goás Mendes, 'Caracola' (1994) de Moncho Amigo o 'Monumento a los fusilados' (2001) de Isaac Díaz Pardo entre otras, sumando cerca de una veintena en total.

- El Paseo Marítimo: El de Coruña se trata del más largo de Europa y rodea el barrio abriéndose al mar y a diferentes zonas verdes. El barrio de Monte Alto se encuentra rodeado por el mismo desde que el Paseo entra en el barrio a la altura del Colegio de Salesianos, pasa por delante del Hotel Meliã María Pita y de la fuente de Surfistas, del museo Domus o Casa del Hombre, la plaza de las Lagoas, la Torre de Hércules, el Parque Escultórico, la antigua Prisión Provincial, la Ciudad Deportiva de la Torre y la zona de San Amaro, dejando atrás el barrio tras más de 3 km de recorrido a la altura de la zona de Os Pelamios y de las instalaciones de la Sociedad Hípica de La Coruña.

- 'El Museo Domus: también conocida como Casa do Home en gallego o Casa del Hombre en castellano. Se trata de un museo interactivo dedicado al cuerpo humano y ubicado en la Rúa Ángel Rebollo, en frente al Paseo Marítimo. Fue inaugurado en abril de 1995, diseñado por el arquitecto Arata Isozaki.

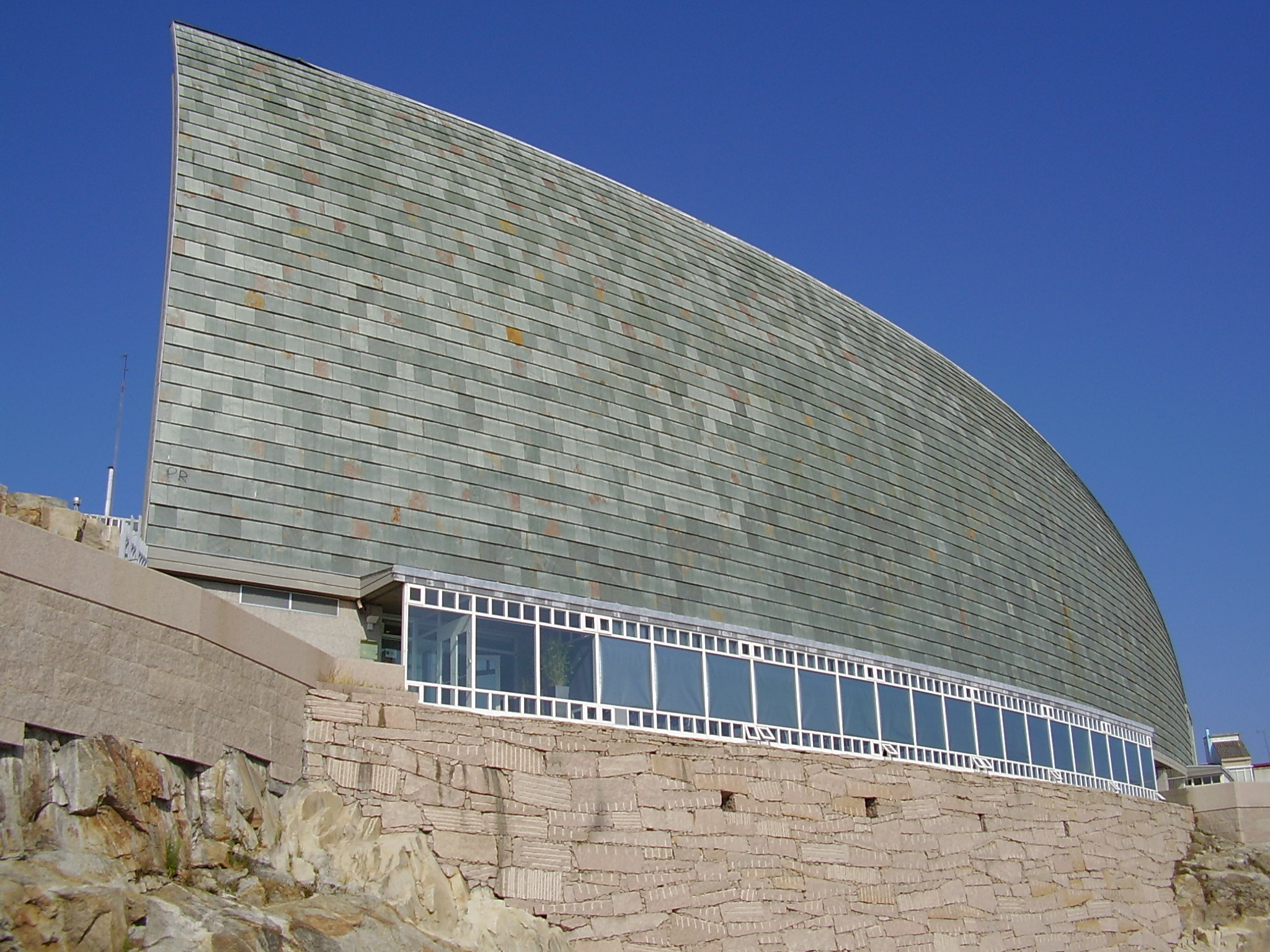
El Museo Domus

- El Aquarium Finisterrae, el acuario de la ciudad, museo dedicado a la vida marina. Fui inaugurado en 1999y alberga en torno a 20.000 ejemplares de más de 200 especies distribuidos en 7 áreas diferenciadas.

- El Colegio Curros Enríquez, centro de educación infantil y primaria. Se trata de un edificio del arquitecto Luis Martínez Díez erigido en el año 1930y que supone uno de los mejores ejemplos del Art déco coruñés.[9] Éste se erige en la cima del Campo de Marte, un característico parque rodeado de pequeñas casas.

- La Prisión Provincial, obra de los arquitectos Juan Álvarez de Mendoza y Pedro Mariño, a quienes se les encargó el proyecto tras haberse quedado obsoletas las antiguas dependencias penitenciarias de la audiencia. La primera piedra fue colocada en 1925 y dos años más tarde comenzaría su actividad.

- La Playa del Matadero, una pequeña cala separada de la Playa del Orzán por la plaza de la Fuente de los Surfistas, en el lugar conocido como Matadero, ya que en el pasado, el solar que hoy ocupa el Hotel Meliã María Pita era ocupado por el matadero municipal de La Coruña.

- La Playa de la Torre o Playa de las Lapas, una cala situada entre el acuario y la Torre de Hércules, a la que se accede desde el Paseo Marítimo y el parque escultórico.

- La Playa de San Amaro una pequeña playa situada en las inmediaciones del polígono de Adormideras y al lado del paseo. En este entorno se encuentra también uno de los clubes deportivos más importantes de la ciudad, el Club del Mar.

- El Cementerio de San Amaro, principal camposanto de la ciudad, se ubica en este barrio, entre la calle Beiramar y el Paseo Marítimo. Junto a él se encuentra también el British Cementery'

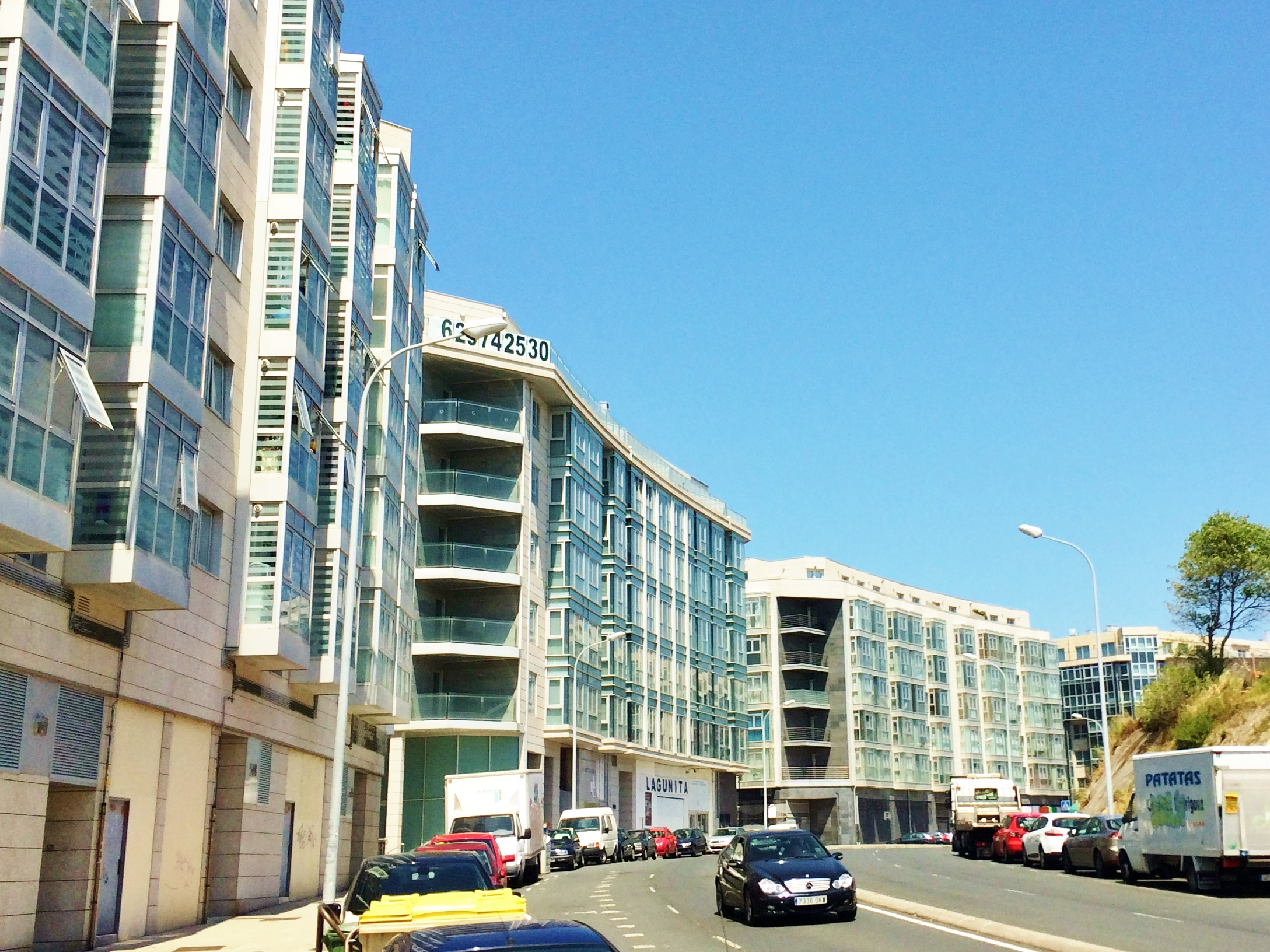
Ronda Monte Alto

## Transporte
Por su emplazamiento geográfico, el barrio se encuentra comunicado por tierra con el resto de la ciudad a través de un escaso número de calles, que en su totalidad atraviesan el centro tradicional de la ciudad. El Paseo Marítimo es la principal vía de acceso que además rodea el barrio, por lo que supone un acceso tanto desde el sureste como desde el suroeste. La Rúa de San Andrés es la alternativa a éste, dando la misma acceso y salida al barrio a través de la Plaza de España, donde empieza el barrio.
Por su parte, el transporte público es (al igual que en el resto de la ciudad), únicamente por carretera y en autobús, a través de la Compañía de Tranvías de La Coruña. Las líneas 3, 3A, 4, 5, 6, 6A, 7, 11 y 17 comunican Monte Alto con el resto de la ciudad, siendo algunas de las principales paradas: Av. Hércules, Mercado; As Lagoas, glorieta; A Torre, 63 o Praza de España, 24.